# Tlustec (tvrz)
Tvrz Tlustec se nachází v obci Velký Valtinov v okrese Česká Lípa v Libereckém kraji. Zřícenina středověkého šlechtického sídla, které v pozdějších dobách sloužilo jako sýpka, je zapsána na Ústředním seznamu kulturních památek České republiky pod číslem 86939/5-5607. Památka, která je v soukromém vlastnictví, je v havarijním stavu.

## Poloha
Tvrz Tlustec stojí v nadmořské výšce zhruba 300 metrů mezi Velkým Valtinovem a osadou Tlustce severně od stejnojmenného kopce nad mokřinami a místními menšími pravostrannými přítoky Panenského potoka. Asi 250 metrů severovýchodně od tvrze se v areálu bývalé valtinovské sýrárny nachází zřícenina zámku Velký Valtinov, který byl ve středověku původně rovněž založen jako tvrz. Z geomorfologického hlediska toto území náleží do Cvikovské pahorkatiny, která je okrskem Zákupské pahorkatiny v nejsevernější části geomorfologického celku Ralská pahorkatina.

## Historie
Historie tvrze je spojena se vsí Tlustec, resp. Tlustce, která vznikla na severním úpatí stejnojmenného vrchu pravděpodobně ve 13. století. První písemná zmínka o panském sídle Tlustec je uvedena v predikátu Mikuláše z Tlustce z roku 1371. Tento šlechtic byl zřejmě leníkem na zboží, které patřilo některému z významných severočeských rodů - Markvarticům nebo Berkům z Dubé.
Další zmínka je až z roku 1524, kdy jsou jako držitelé tvrze uváděni Blektové z Útěchovic na Tlustci, kteří později tvrz upravili a rozšířili. V roce 1595 za Jiřího Jindřicha Blekty byl tlustecký statek spojen se sousedním valtinovským zbožím. Od 17. století po další období byly tlustecká i valtinovská tvrz (později přestavěná na zámek) součástí většího zboží - panství Jablonné (Nový Falkenburk).

## Popis objektu
Torzo obdélné a kdysi poměrně mohutné stavby tvrze stojí na stavební parcele 6/2 v katastrálním území Velký Valtinov. Památkově chráněný objekt měl jedno podzemní podlaží (nyní již zcela zavalený sklep) a tři nadzemní podlaží, z nichž třetí bylo později při přestavbě na sýpku rozděleno na dvě části. Kolem roku 1580 byla k původní tvrzi přistavěna nová budova. Ve střední části přízemí tvrze byla na přelomu 16. a 17. století upravena tzv. černá kuchyně.
Budova tvrze byla kryta valbovou střechou se dvěma vikýři nad hlavním vstupním průčelím. Střecha s částí krovu se zřítila v roce 1994, což urychlilo postup zkázy celého objektu, jehož stav je charakterizován v památkovém katalogu Národního památkového ústavu stupněm číslo 4 jako havarijní.Torzo objektu není nijak zajištěno a hrozí jeho živelná demolice. V areálu tvrze býval ještě ovčín a dosud existující obytný dům hospodářského dvora. Oba tyto objekty vznikly pravděpodobně až v 19. století. Pozemky i stavby v areálu bývalé tvrze jsou v soukromém vlastnictví.

## Galerie

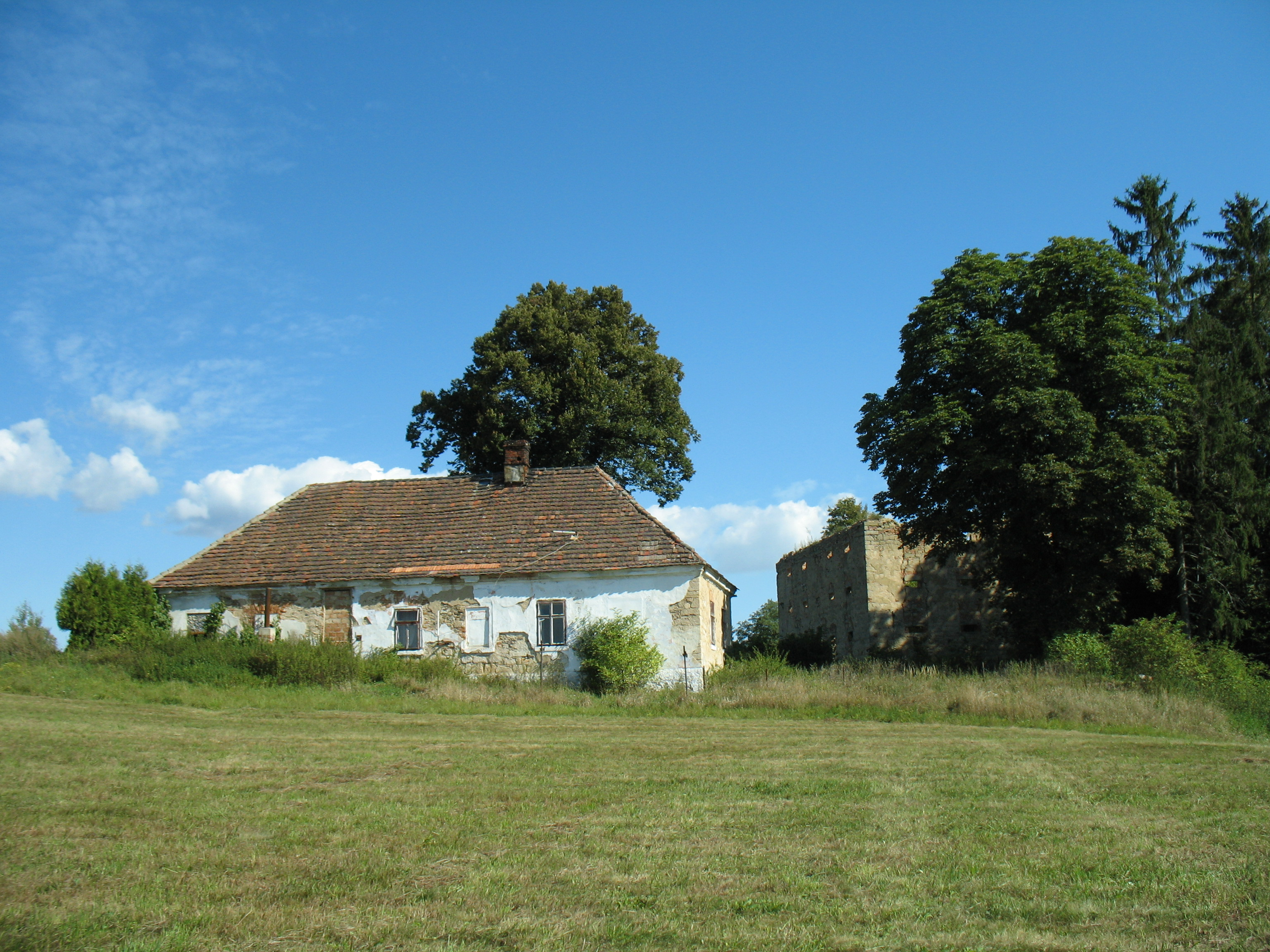
Pohled k tvrzi od jihu
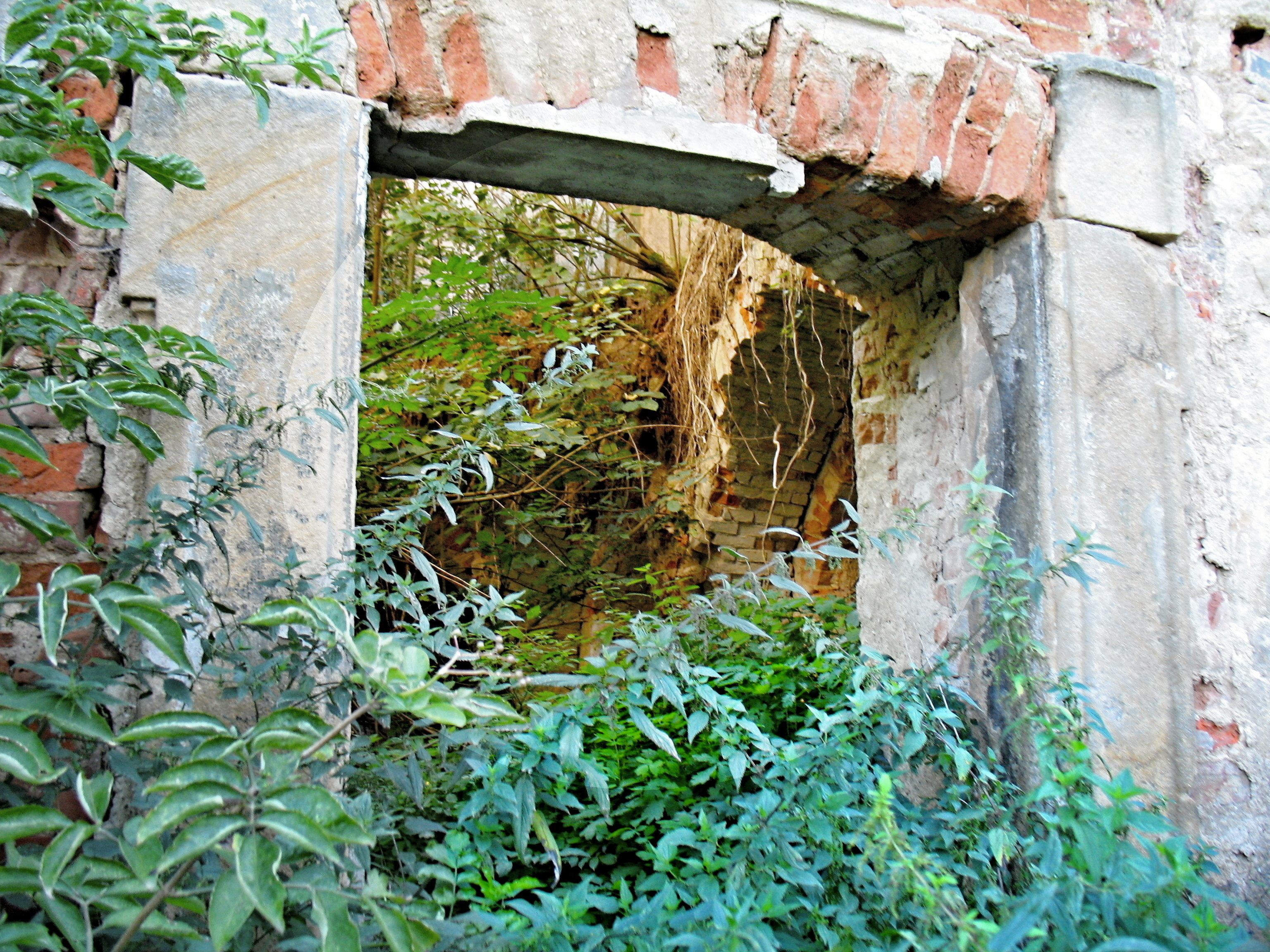
Zavalené a zarostlé klenby v přízemí
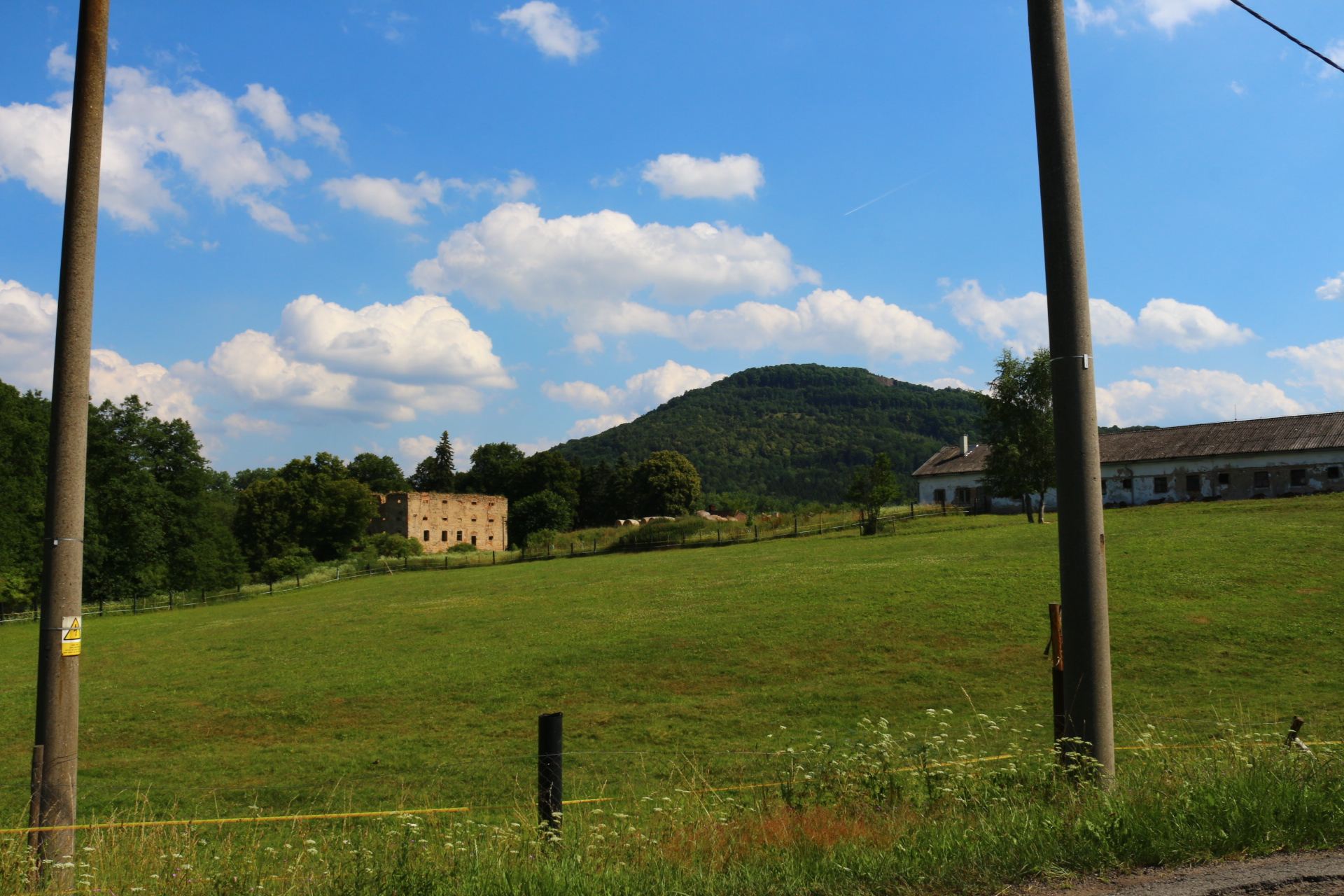
Tvrz a vrch Tlustec od silnice z Jablonného do Brniště
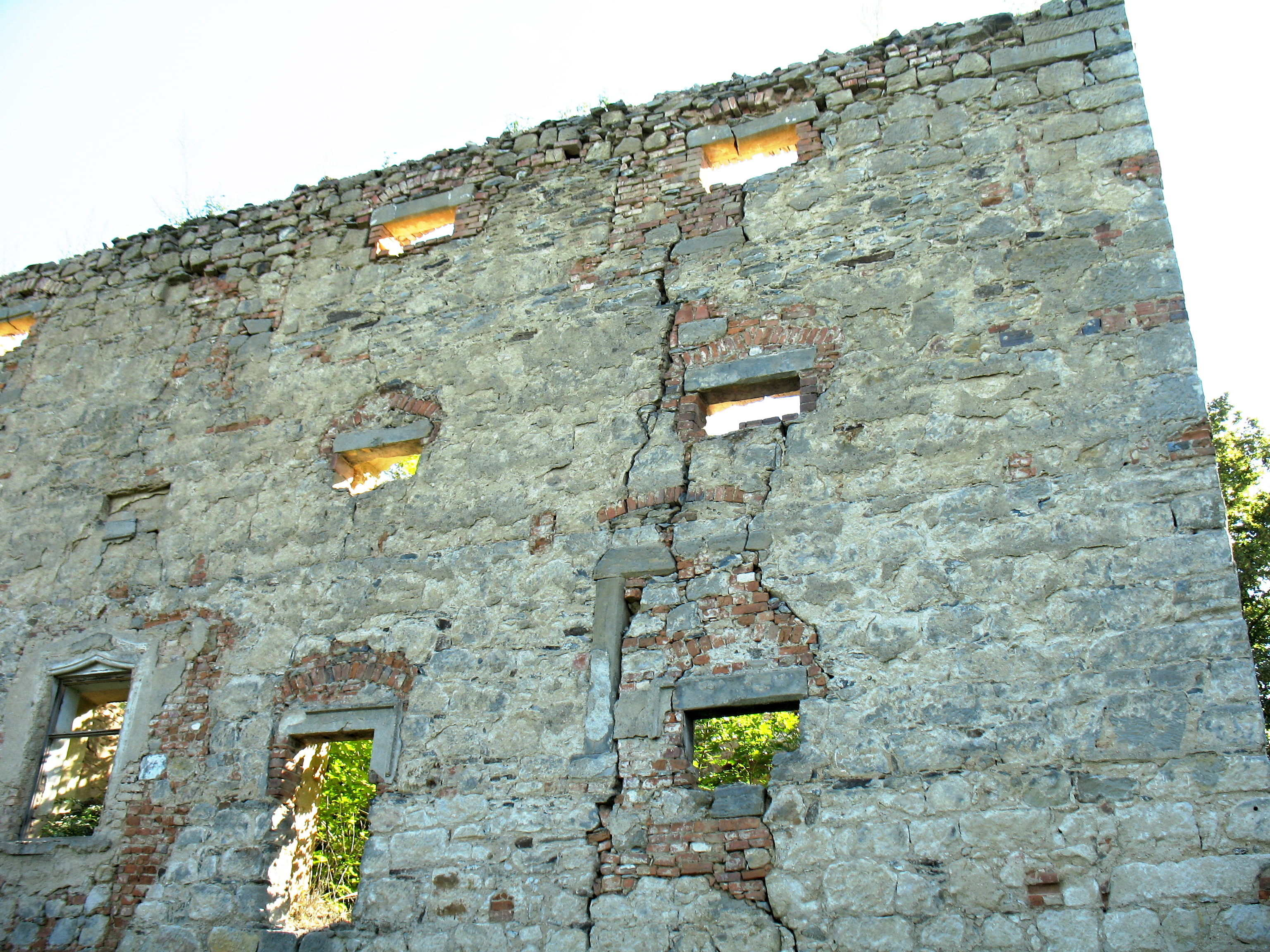
Rozpraskaná západní zeď tvrze
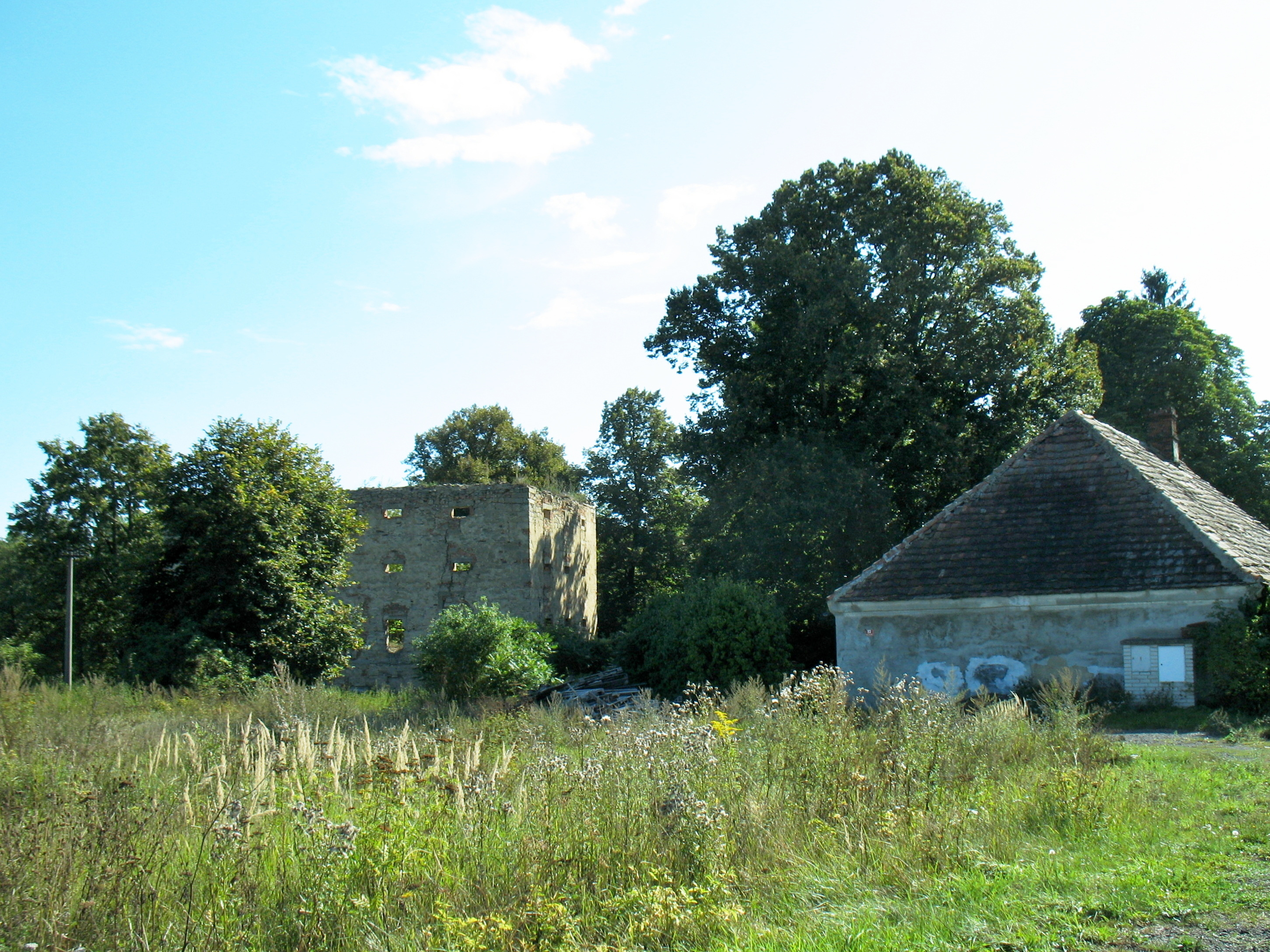
Pohled od západu